# Art (Vorname)
Art ist ein männlicher Vorname.

## Herkunft und Bedeutung
Der Vorname ist als Kurzform des Namens Arthur oder Artur gebräuchlich. Siehe dort für Etymologie. Die Kurzform ist im englischen Sprachraum gebräuchlich.

## Namensträger

### Vorname
- Art Aragon (1927–2008), US-amerikanischer Boxer
- Art Arfons (1926–2007), US-amerikanischer Rennfahrer
- Art Baron (* 1950), US-amerikanischer Jazzposaunist und Tubist
- Art Bisch (1926–1958), US-amerikanischer Rennfahrer
- Art Blakey (1919–1990), US-amerikanischer Schlagzeuger
- Art Buchanan (* 20. Jahrhundert), US-amerikanischer Rockabilly-Musiker
- Art Buchwald (1925–2007), US-amerikanischer Publizist und Humorist
- Art „Turk“ Burton (* 1949), US-amerikanischer Jazzmusiker
- Art Carney (1918–2003), US-amerikanischer Filmkomiker und Schauspieler
- Art Clokey (1921–2010), US-amerikanischer Regisseur und Trickfilmanimator
- Art Cross (1918–2005), US-amerikanischer Formel-1-Rennfahrer
- Art Davis (1934–2007), US-amerikanischer Kontrabassist
- Art Devlin (1922–2004), US-amerikanischer Skispringer
- Art Donovan (1925–2013), US-amerikanischer American-Football-Spieler
- Art Drelinger (1914/15–200!), US-amerikanischer Jazzmusiker
- Art Eggleton (* 1943), kanadischer Politiker
- Art Evans (1942–2024), US-amerikanischer Schauspieler
- Art Farmer (1928–1999), US-amerikanischer Jazz-Trompeter
- Art Furrer (* 1937), Schweizer Bergführer, Skilehrer und Hotelier
- Art Garfunkel (* 1941), US-amerikanischer Sänger und Schauspieler
- Art Hodes (1904–1993), US-amerikanischer Jazz-Pianist, -Komponist, -Bandleader und -Journalist
- Art Jarrett (1907–1987), US-amerikanischer Jazz-Sänger, Schauspieler und Bigband-Leader
- Art Kassel (1896–1965), amerikanischer Jazz-Saxophonist und Bandleader
- Art Lande (* 1947), US-amerikanischer Jazzpianist und Komponist
- Art Linkletter (1912–2010), US-amerikanisch-kanadischer Schauspieler, Hörfunk- und Fernsehmoderator
- Art Linson (* 1942), US-amerikanischer Regisseur, Produzent und Drehbuchautor
- Art Malik (* 1952), britisch-pakistanischer Schauspieler
- Art Mardigan (1923–1977), US-amerikanischer Jazz-Schlagzeuger
- Art Metrano (1936–2021), US-amerikanischer Schauspieler
- Art Mooney (1911–1993), US-amerikanischer Sänger und Bigband-Leader
- Art O’Connor (1888–1950), irischer Politiker (Sinn Féin)
- Art Pepper (1925–1982), US-amerikanischer Altsaxophonist
- Art Rochester (* 1944), US-amerikanischer Tontechniker
- Art Ross (1886–1964), kanadischer Eishockeytrainer
- Art Rupe (1917–2022), US-amerikanischer Label-Gründer, Musikproduzent und Musikverleger
- Art Shell (* 1946), US-amerikanischer American-Football-Spieler und -Trainer
- Art Simmons (1926–2018), US-amerikanischer Jazzpianist
- Art-Oliver Simon (* 1966), deutscher Komponist
- Art Spiegelman (* 1948), US-amerikanischer Cartoonist, Comicautor und Schriftsteller
- Art Tatum (1909–1956), US-amerikanischer Jazz-Pianist
- Art Taylor (1929–1995), US-amerikanischer Jazzschlagzeuger
- Art Themen (* 1939), britischer Jazzsaxophonist
- Art Thibert (* 20. Jahrhundert), US-amerikanischer Comiczeichner
- Art Tripp (* 1944), amerikanischer Rock- und Fusionmusiker
- Art Van Damme (1920–2010), US-amerikanischer Jazz-Akkordeonist
- Art Wolfe (* 1951), US-amerikanischer Naturfotograf

### Künstlername
- Art of Trance (* 20. Jahrhundert), britischer Trance-Künstler

### Fiktive Figuren
- Art mac Cuinn, irische Sagengestalt